# Danjia Xiang
Danjia Xiang (kinesiska: 单甲, 单甲乡) är en socken i Kina. Den ligger i provinsen Yunnan, i den sydvästra delen av landet, omkring 390 kilometer sydväst om provinshuvudstaden Kunming. Antalet invånare är 11 080. Befolkningen består av 5 253 kvinnor och 5 827 män. Barn under 15 år utgör 22,0 %, vuxna 15-64 år 72 %, och äldre över 65 år 5,0 %.
Genomsnittlig årsnederbörd är 1 421 millimeter. Den regnigaste månaden är juli, med i genomsnitt 364 mm nederbörd, och den torraste är februari, med 6 mm nederbörd.